# Miniodes phaeosomoides
Miniodes phaeosomoides là một loài bướm đêm trong họ Noctuidae.